# Nécropole des victimes du fascisme à Novi Travnik
La nécropole des victimes du fascisme est située en Bosnie-Herzégovine, sur le territoire de la ville de Novi Travnik et dans la municipalité de Novi Travnik. Construite en 1975 sur des plans de l'architecte Bogdan Bogdanović, elle est inscrite sur la liste des monuments nationaux de Bosnie-Herzégovine.

## Architecture

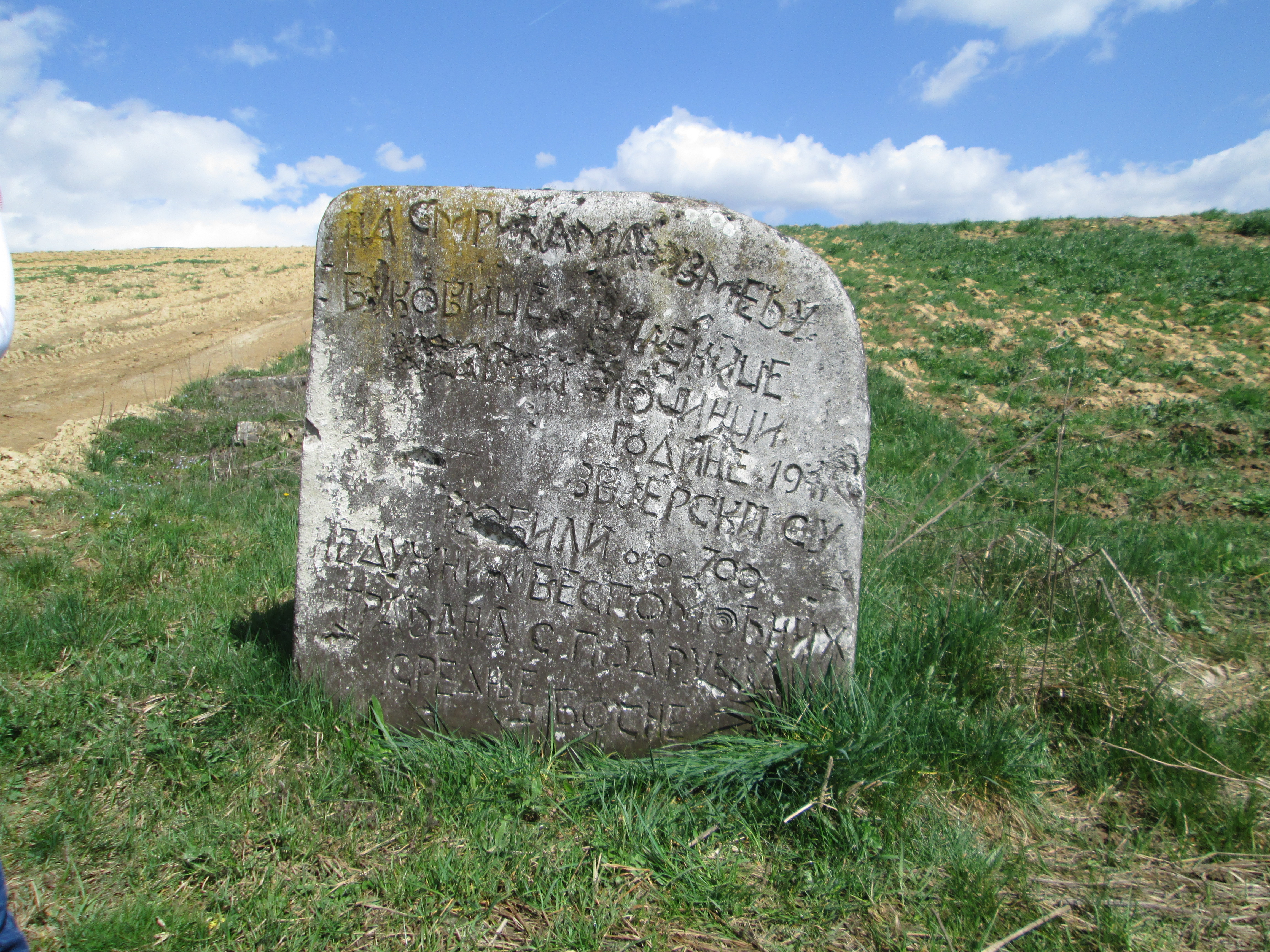
Une stèle à l'entrée de la nécropole